# Pjotr Nikolajewitsch Wrangel

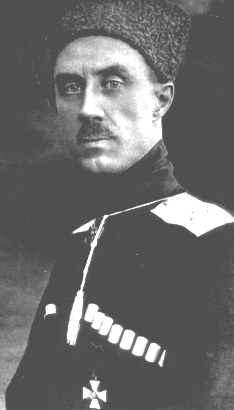
General Wrangel um 1920

Baron Pjotr Nikolajewitsch Wrangel (russisch Барон Пётр Николаевич Врангель, wiss. Transliteration Baron Pëtr Nikolaevič Vrangel'; deutsch Freiherr Peter von Wrangel, * 15. Augustjul. / 27. August 1878greg. in Nowoalexandrowsk, Gouvernement Kowno, Russisches Kaiserreich, heute Zarasai, Litauen; † 25. April 1928 in Brüssel) war ein Führer der antikommunistischen Weißen Armee im Russischen Bürgerkrieg. Er operierte mit seinen Truppen ab August 1918 im Nordkaukasus, wurde dort zum Generalleutnant befördert und im April 1920 zum letzten Oberbefehlshaber der Weißen Bewegung in Südrussland gewählt.

## Leben

### Familie und Ausbildung
Er war ein Abkömmling der bekannten deutsch-baltischen Familie von Wrangel. Seine Eltern waren Nikolai Jegorowitsch Wrangel (* 6. Juli 1847; † 2. Juli 1923) und dessen Ehefrau Maria Dmitrijewna Dementjewa (* 5. April 1856).
Nach erfolgreicher Absolvierung einer Ausbildung am Institut für Bergbauwesen in Sankt Petersburg trat er im Jahre 1901 als Freiwilliger in ein Kavallerieregiment der zaristischen Armee ein, wo er bereits 1902 zum Offizier befördert wurde. Nachdem er am Russisch-Japanischen Krieg teilgenommen hatte, war er 1906 an der Strafexpedition beteiligt, die unter dem Befehl des Generals A.N. Orlow vom Zaren in das Baltikum entsandt wurde. 1910 schloss er erfolgreich eine weitere Ausbildung an der Akademie des Generalstabs ab.
Am 1. August 1908 heiratete Pjotr Wrangel Olga Michailowna Iwanenko (* 15. August 1883 in St. Petersburg; † 8. September 1968 in New York). Ihr Vater Michail Iwanenko war Kammerherr des kaiserlichen Hofes und wohlhabender kleiner Landbesitzer, ein Nachkomme des Hetman der Walachei Iwan Ionenko. Olgas Mutter war die Tochter des russischen Verlegers und Literaturkritikers Michail Katkow. Olga Michailowna war als Mädchen Trauzeugin bei der Hochzeit des Zaren gewesen und stand als Hofdame der Zarin Alexandra Feodorowna nahe. Der Ehe mit Pjotr Wrangel entstammten vier Kinder: Elena (1909–1999), Peter (1911–1999), Natalia (1913–2013) und Alexei (1922–2005).

### Im Ersten Weltkrieg
Wrangel diente zu Beginn des Ersten Weltkriegs als Rittmeister (Rotmistr) und Chef einer Schwadron des Garde-Regiment zu Pferde an der Nordwestfront und wurde 1914 mit dem Orden des Hl. Georg 4. Klasse ausgezeichnet. Er wurde am 12. Dezember 1914  (mit Rang vom 6. Dezember) zum Oberst ernannt und wurde im Oktober 1915 an die Südwestfront versetzt, wo er am 8. Oktober 1915 zum Kommandeur des 1. Nertschinsker Kosakenregiments „Zarewitsch“ der Transbaikal-Kosaken-Division ernannt wurde. Baron von Wrangel kämpfte in Galizien gegen die Österreicher und nahm im Juli 1916 während der Brussilow-Offensive am berühmten Durchbruch bei Luzk teil. Er wurde im Januar 1917 zum Generalmajor ernannt und erhielt das Kommando über die 2. Brigade der Ussuri-Kavalleriedivision. Im Juli 1917 wurde er zum Kommandeur der 7. Kavalleriedivision und danach zum Kommandierenden General des Kombinierten Kavalleriekorps ernannt. Für seinen Einsatz in der Schlacht von Zbrucz wurde ihm der Georgs-Orden 4. Klasse mit dem Lorbeerzweig verliehen. Er verweigerte der Provisorischen Regierung, im September 1917 den zugewiesenen Befehl über das 3. Kavallerie-Korps zu übernehmen. Im Zuge der Oktoberrevolution zog er sich im November 1917 auf seine Datscha nach Jalta zurück, wo er bald von den Bolschewiki verhaftet wurde. Nach kurzer Haftzeit versteckte er sich auf der Krim, bis im Zuge der Operation Faustschlag der deutsche Einmarsch erfolgte. Danach ging er nach Kiew, wo er vergeblich versuchte, mit der Hetman-Regierung von P. P. Skoropadski zusammenzuarbeiten.

### Im Bürgerkrieg
Im August 1918 schloss er sich der Freiwilligenarmee der Weißen Armee am Don an. Er erhielt wegen der zu geringen Truppenzahl zunächst nur die Führung einer Kavalleriebrigade, dann über eine Kavalleriedivision. In dieser Zeit konnte der gesamte westliche Teil der Kuban-Region und der Norden der Schwarzmeerprovinz den Bolschewiki abgenommen werden. Im Frühjahr 1919 übernahm Wrangel dann das Kommando über die im gesamten Kaukasus stationierten Freiwilligenverbände der Weißen und fügte durch die Zerschlagung der dortigen Roten Armeegruppe den Sowjets eine empfindliche Niederlage zu.
Am 28. November 1918 wurde er für seine erfolgreichen Militäreinsätze im Gebiet des Dorfes Petrowski zum Generalleutnant befördert. Aufgrund eines Konfliktes mit General Denikin wurde Wrangel für kurze Zeit ins Exil gezwungen.
Am 4. April 1920 wurde er dann zum Oberbefehlshaber der Einheiten der Weißen auf der Krim gewählt. Nachdem er die Hälfte seiner Armee in Kämpfen mit den Bolschewiki verloren hatte, verließen die letzten Einheiten seiner Armee die Krim am 16. November 1920. Wrangel selbst begab sich über die Türkei und Tunesien nach Jugoslawien und fungierte dort als Oberhaupt der aus Russland geflohenen Weißen.

### Im Exil

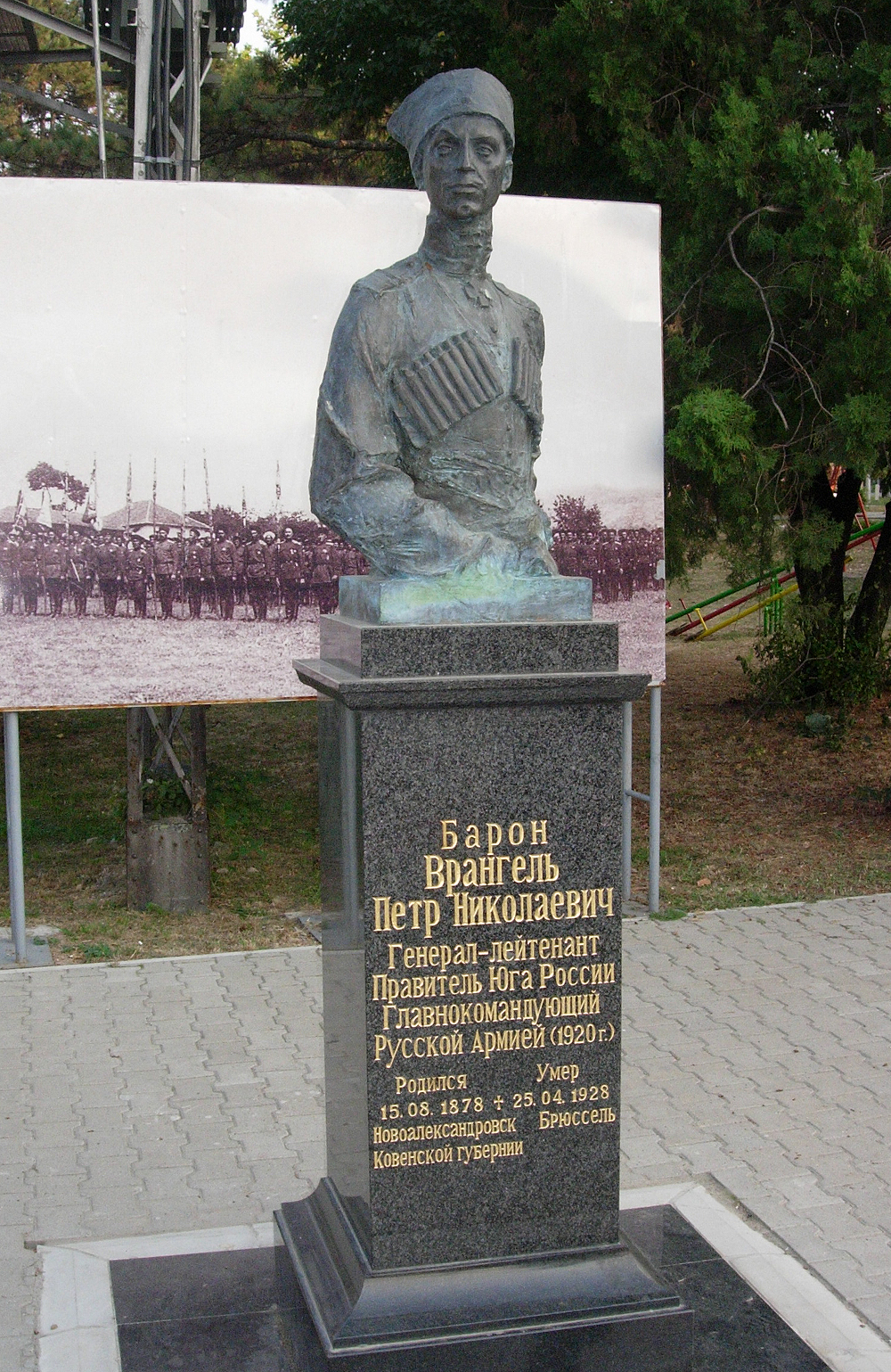
Denkmal in Sremski Karlovci

Im Exil gründete er die Union aller Russischen Militärverbände (russisch Русский общевоинский союз). Ziel dieser Organisation war der Zusammenhalt aller ins Ausland geflohenen Truppen der Weißen sowie das Anfachen eines gegen die Bolschewiki gerichteten Guerillakriegs in der Sowjetunion. Ferner widmete er sich im Exil dem Schreiben seiner Memoiren. Diese wurden 1928 unter der Bezeichnung „Notizen“ (russisch Записки) sowohl in dem der Sache der Weißen verpflichteten Magazin (Белое дело) als auch in Berlin veröffentlicht.
Am 25. April 1928 starb Wrangel nach kurzer schwerer Krankheit im Exil in Brüssel. Seitens seiner Familie wurde der Verdacht geäußert, dass er vom Bruder seines Butlers vergiftet worden sei. Dieser Mann, der vermutlich ein sowjetischer Geheimagent war, hatte vorübergehend im Haus Wrangels gewohnt. Kurz nachdem der Besuch beendet war und der Gast das Haus wieder verlassen hatte, erkrankte Wrangel plötzlich schwer und starb nur wenig später. Wrangel wurde in Serbien bestattet. Sein Grab befindet sich in der russisch-orthodoxen Kirche zur Heiligen Dreifaltigkeit in Belgrad, am Park Tašmajdan. In der serbischen Stadt Sremski Karlovci, in der sich auch das Hauptquartier der Heiligen Synode der Russisch Orthodoxen Kirche im Exil befand, errichteten seine Anhänger ihm ein Denkmal.